# Liste der Biografien/Tic
Liste der Biografien |
Portal Biografien |
Personensuche
# |
A |
B |
C |
D |
E |
F |
G |
H |
I |
J |
K |
L |
M |
N |
O |
P |
Q |
R |
S |
T |
U |
V |
W |
X |
Y |
Z |
?
 
Ta |
Tc |
Te |
Tf |
Tg |
Th |
Ti |
Tj |
Tk |
Tl |
Tm |
To |
Tq |
Tr |
Ts |
Tu |
Tv |
Tw |
Tx |
Ty |
Tz
 
Tia |
Tib |
Tic |
Tid |
Tie |
Tif |
Tig |
Tih |
Tii |
Tij |
Tik |
Til |
Tim |
Tin |
Tio |
Tip |
Tiq |
Tir |
Tis |
Tit |
Tiu |
Tiv |
Tiw |
Tix |
Tiy |
Tiz
Die Liste der Biografien führt alle Personen auf, die in der deutschsprachigen Wikipedia einen Artikel haben. Dieses ist eine Teilliste mit 139 Einträgen von Personen, deren Namen mit den Buchstaben „Tic“ beginnt.

## Tic

### Tica
- Tičar, Rok (* 1989), slowenischer Eishockeyspieler
- Țicău, Silvia-Adriana (* 1970), rumänische Politikerin und MdEP für Rumänien

### Ticc
- Ticci, Stefano (* 1962), italienischer Bobsportler
- Ticciati, Robin (* 1983), britischer Dirigent
- Ticco, Giovanni (* 2000), italienischer Skilangläufer

### Tice
- Tice (* 1985), deutsche Rapperin, Sängerin und Songwriterin
- Tice, Adam M. L. (* 1979), US-amerikanischer Kirchenmusiker, Hymnendichter und Komponist
- Tice, Austin (* 1981), US-amerikanischer freiberuflicher Journalist und Veteran
- Tice, Clara (1888–1973), US-amerikanische Avantgarde-Künstlerin, Illustratorin, Grafikerin, Bühnenbildnerin, Publizistin
- Tice, George A. (1938–2025), US-amerikanischer Fotograf
- Tice, Mike (* 1959), US-amerikanischer American-Football-Trainer
- Tice, R. Dean (* 1927), US-amerikanischer Offizier, Generalleutnant der US-Army
- Tice, Richard (* 1964), britischer Unternehmer und AktivistRichard Tice (* 1964)

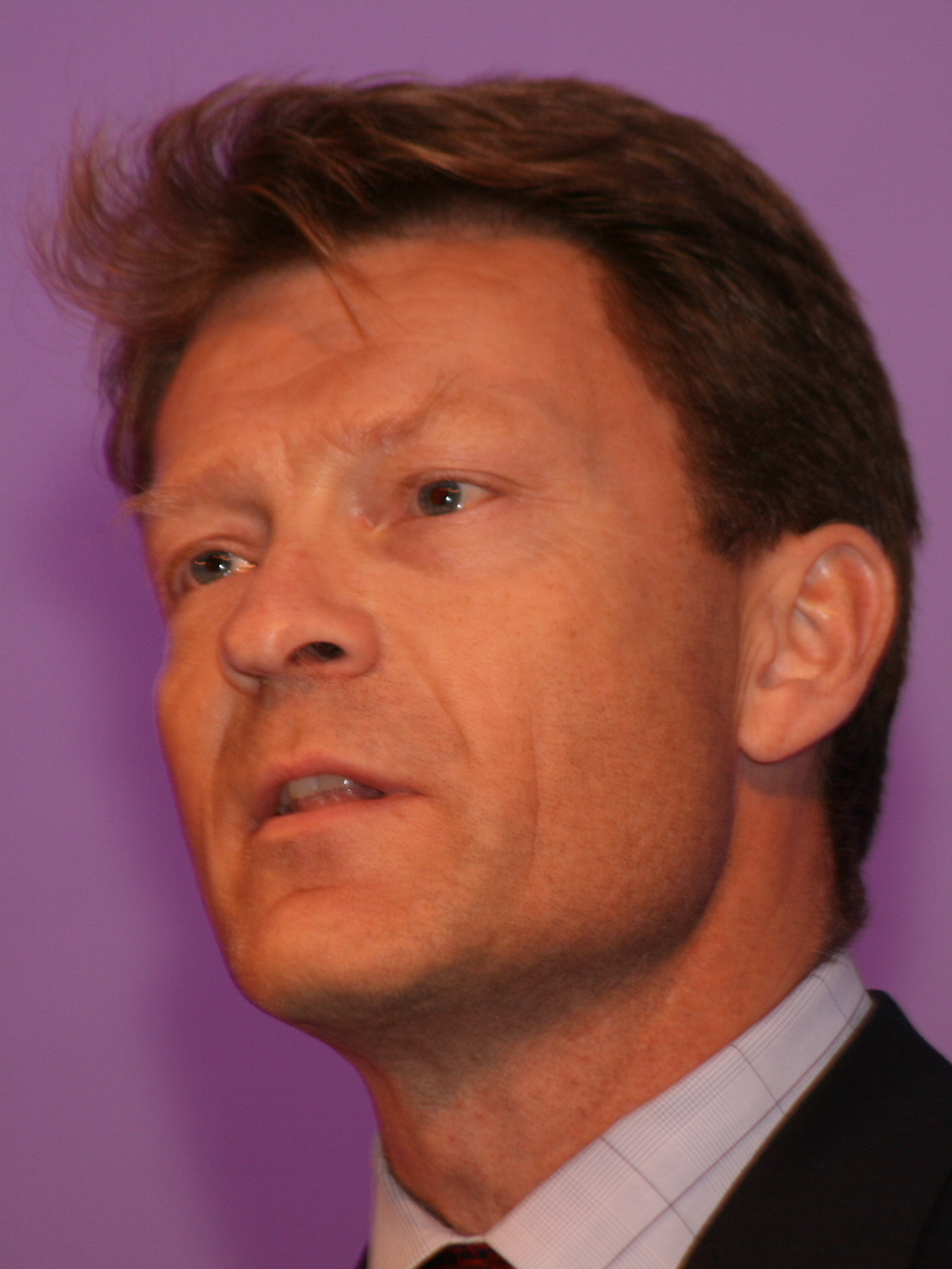
Richard Tice (* 1964)

- Tice, Russ (* 1961), US-amerikanischer ehemaliger Nachrichtendienstmitarbeiter
- Ticehurst, Claud Buchanan (1881–1941), britischer Ornithologe und Arzt

### Tich
- Ticha, Hans (* 1940), deutscher Maler, Grafiker und Buchillustrator
- Tichá, Jana (* 1965), tschechische Astronomin
- Ticháček, Lukáš (* 1982), tschechischer Volleyballspieler
- Ticháčková, Eliška (* 2006), tschechische Tennisspielerin
- Tichánková, Věra (1920–2014), tschechische Schauspielerin
- Tichat, Leo (1930–2012), österreichischer Künstler
- Tichatschek, Josef (1807–1886), deutscher Opernsänger (Tenor)
- Tichatschek, Peter (* 1969), österreichischer Journalist, Radio- und Fernsehmoderator und Autor
- Tichatschke, Rainer (* 1946), deutscher Mathematiker und Hochschullehrer
- Tichauer, Ellie (* 1887), Hamburger Zahnarztassistentin und Opfer des Holocaust
- Tichauer, Ernst (* 1888), Opfer des Holocaust
- Tichauer, Heinz (1901–1938), deutscher Bildhauer und Techniker
- Tichawsky, Michèle (* 1962), deutsche Schauspielerin und Synchronsprecherin
- Tichborne, Roger (1829–1854), britischer GentlemanRoger Tichborne (1829–1854)

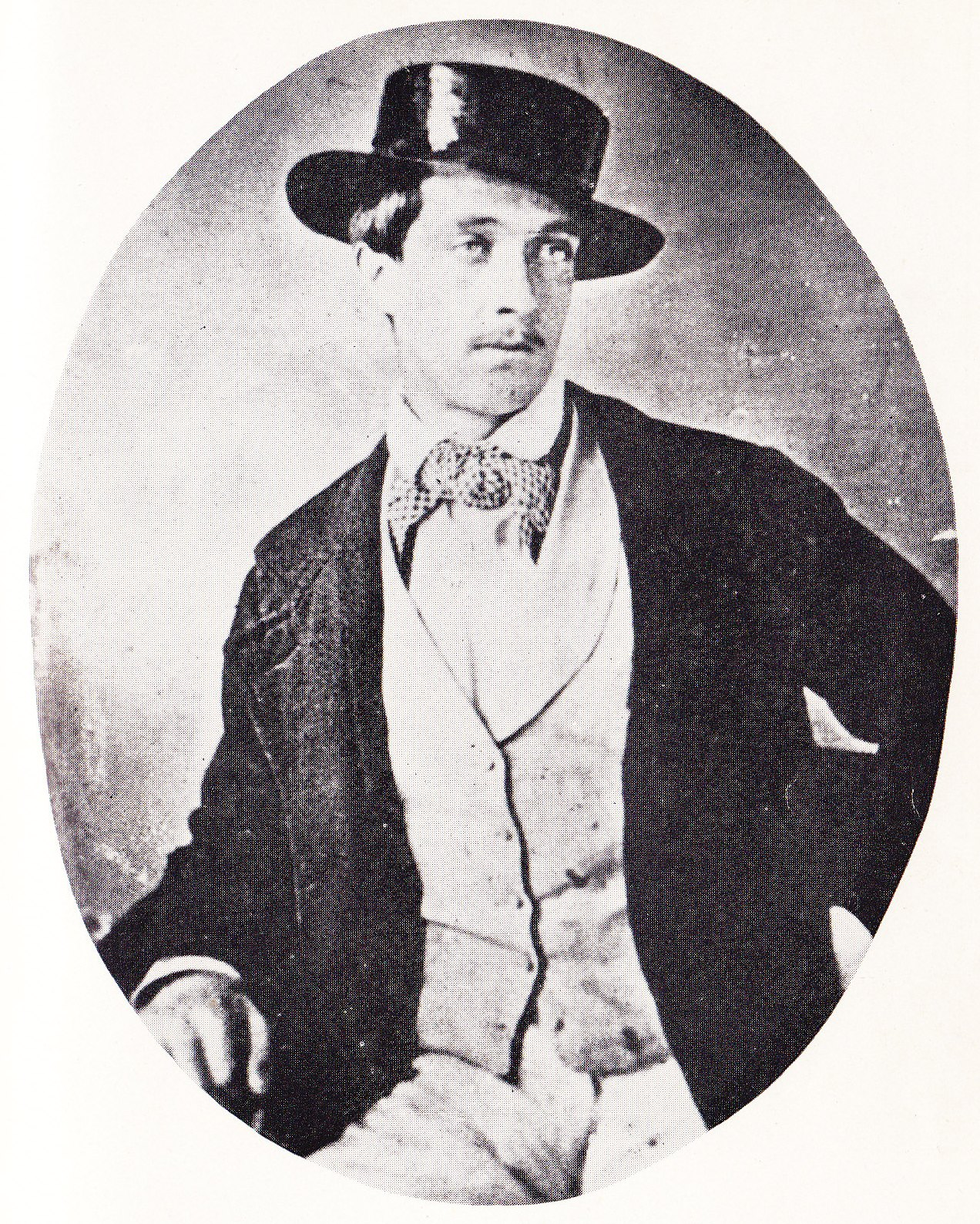
Roger Tichborne (1829–1854)

- Tichelaar, Tip, niederländischer Musiker (Posaune, Trompete, Piano, auch Saxophon)
- Tichelaar, Willem, niederländischer Barbier und Feldscher
- Ticheli, Frank (* 1958), US-amerikanischer Komponist und Musikpädagoge
- Tichenor, Dylan (* 1968), US-amerikanischer Filmeditor
- Tichenor, George (1920–1998), US-amerikanischer Autorennfahrer
- Tichenor, Isaac (1754–1838), US-amerikanischer Politiker und Jurist
- Tichenor, Trebor (1940–2014), US-amerikanischer Ragtime-Pianist
- Tichi, Dmitri Michailowitsch (* 1992), russischer Fußballspieler
- Tichi, Hans (1881–1955), deutscher Vertriebenenpolitiker, MdB
- Tichiti, Saïd, marokkanischer Musiker
- Tichman, Nina (* 1949), US-amerikanische Pianistin
- Ticho, Anna (1894–1980), israelische Malerin
- Ticho, Gertrude (1920–2004), austroamerikanische Psychoanalytikerin
- Tichomirnow, Wiktor Alexandrowitsch (1889–1919), russischer Revolutionär
- Tichomirow, Boris Leonidowitsch (* 1955), russischer Diplomat und Manager
- Tichomirow, Igor Sergejewitsch (* 1963), sowjetisch-kanadischer Degenfechter
- Tichomirow, Lew Alexandrowitsch (1852–1923), russischer Revolutionär
- Tichomirow, Nikolai Iwanowitsch (1860–1930), russischer Chemiker und Erfinder
- Tichomirow, Nikolai Michailowitsch (1857–1900), russischer Verkehrsingenieur
- Tichomirow, Wladimir Michailowitsch (* 1934), russischer Mathematiker
- Tichomirowa, Anna Walerjewna (* 1984), russische Tischtennisspielerin
- Tichomirowa, Walentina Nikolajewna (* 1941), sowjetische Leichtathletin
- Tichomirowa, Warwara Nikolajewna (1875–1961), russische bzw. sowjetische Geophysikerin und Hochschullehrerin
- Tichon (1865–1925), Patriarch der Russisch-Orthodoxen Kirche
- Tichon (* 1958), russischer Geistlicher, Bischof der Russisch-Orthodoxen Kirche und SchriftstellerTichon (* 1958)

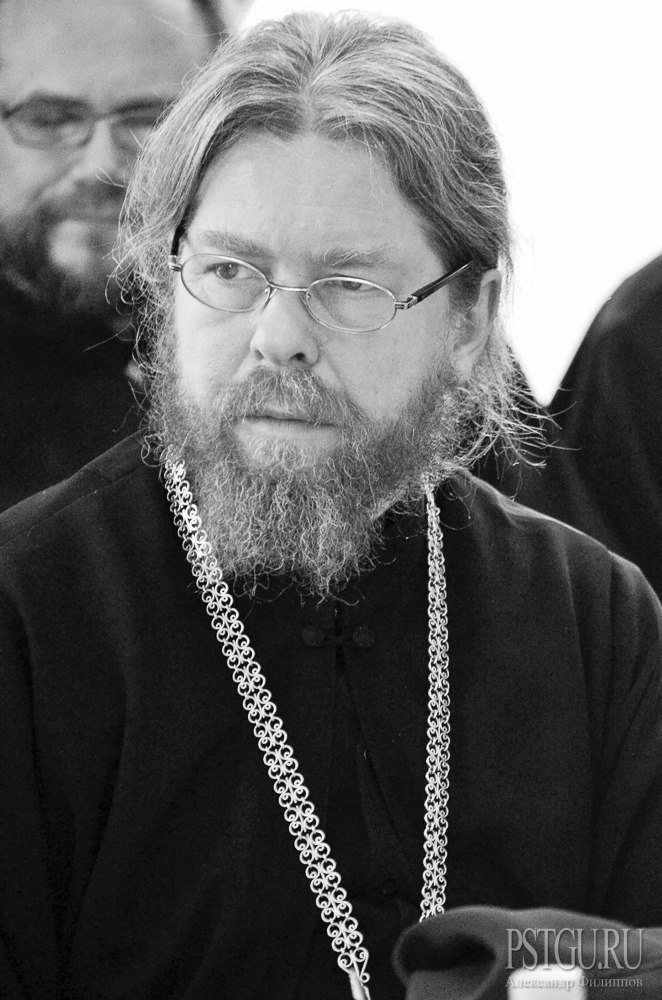
Tichon (* 1958)

- Tichon (* 1967), russischer russisch-orthodoxer Bischof
- Tichon (1968–2011), ukrainisch-orthodoxer Bischof
- Tichon von Sadonsk (1724–1783), Bischof und Heiliger der Russisch-Orthodoxen Kirche
- Tichon, Dan (1937–2024), israelischer Politiker des Likud
- Tichon, Nir (* 1993), israelischer Eishockeytorwart
- Tichonenko, Waleri Alexejewitsch (* 1964), sowjet-russischer Basketballtrainer und -spieler
- Tichonow, Alexander Iwanowitsch (* 1947), russischer Biathlet
- Tichonow, Alexei Wladimirowitsch (* 1971), russischer Eiskunstläufer
- Tichonow, Andrei Nikolajewitsch (1906–1993), russischer MathematikerAndrei Nikolajewitsch Tichonow (1906–1993)

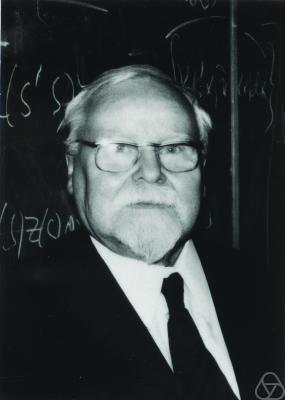
Andrei Nikolajewitsch Tichonow (1906–1993)

- Tichonow, Andrei Walerjewitsch (* 1970), russischer Fußballspieler
- Tichonow, Michail Andrejewitsch (* 1998), russischer Fußballspieler
- Tichonow, Nikolai Alexandrowitsch (1905–1997), sowjetischer Politiker
- Tichonow, Nikolai Semjonowitsch (1896–1979), sowjetischer Schriftsteller
- Tichonow, Nikolai Wladimirowitsch (* 1982), russischer Kosmonaut
- Tichonow, Wassili Pawlowitsch (* 1960), sowjetischer Ruderer
- Tichonow, Wassili Wiktorowitsch (1958–2013), russischer Eishockeyspieler und -trainer
- Tichonow, Wiktor Wassiljewitsch (1930–2014), sowjetisch-russischer Eishockeytrainer
- Tichonow, Wiktor Wassiljewitsch (* 1988), russischer Eishockeyspieler
- Tichonow, Wjatscheslaw Wassiljewitsch (1928–2009), russischer Schauspieler, Volkskünstler der UdSSR
- Tichonow, Wladimir Michailowitsch (* 1973), russisch-koreanischer Journalist und Historiker
- Tichonowa, Anastassija Sergejewna (* 2001), russische Tennisspielerin
- Tichonowa, Jelena (* 1977), russische Marathonläuferin
- Tichonowa, Julija Dmitrijewna (* 1986), russische Skilangläuferin
- Tichonowa, Katerina Wladimirowna (* 1986), russische Tochter von Russlands Präsident Putin und Ljudmila Alexandrowna PutinaKaterina Wladimirowna Tichonowa (* 1986)

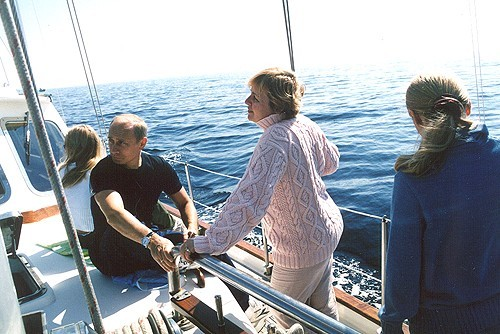
Katerina Wladimirowna Tichonowa (* 1986)

- Tichonowa, Natalija (* 1990), ukrainische Biathletin
- Tichonowa, Sofja Dmitrijewna (* 1998), russische Skispringerin
- Tichonowa, Tamara Iwanowna (* 1964), russische Skilangläuferin
- Tichonowezki, Alexander Wiktorowitsch (* 1979), russischer Fußballspieler
- Tichonrawow, Michail Klawdijewitsch (1900–1974), sowjetischer Ingenieur
- Tichonrawow, Wjatscheslaw Wladimirowitsch (* 1985), russischer Bogenbiathlet
- Tichow, Gawriil Adrianowitsch (1875–1960), russischer Astronom, Astrophysiker und Hochschullehrer
- Tichtel, Johannes, österreichischer Arzt und Humanist
- Tichter, Michael, Steinmetz und Bildhauer
- Tichwinskaja, Marija Swetowna (* 1970), russische Snowboarderin
- Tichy, Alois (1906–1952), deutscher Diplomat
- Tichy, Brian (* 1968), US-amerikanischer Musiker und Songwriter
- Tichy, Curth Anatol (1923–2004), österreichischer Schauspieler
- Tichy, Eva (* 1951), deutsche Indogermanistin
- Tichý, František (1896–1961), tschechischer Künstler
- Tichy, Franz (1921–2004), deutscher Geograph und Hochschullehrer
- Tichy, Geiserich E. (* 1934), österreichischer Ökonom
- Tichy, Gérard (1920–1992), deutscher SchauspielerGérard Tichy (1920–1992)

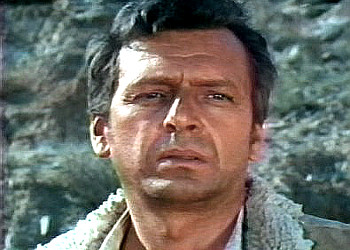
Gérard Tichy (1920–1992)

- Tichy, Hans (1861–1925), österreichischer Maler
- Tichy, Hans (1888–1970), deutscher Rheumatologe, Balneologe und Hochschullehrer
- Tichy, Helmut (* 1958), österreichischer Diplomat
- Tichy, Herbert (1912–1987), österreichischer Schriftsteller und Bergsteiger
- Tichý, Jiří (1933–2016), tschechischer Fußballspieler
- Tichy, Josef (1894–1973), österreichischer Übersetzer
- Tichy, Josef (1922–2001), österreichischer Maler und Grafiker
- Tichy, Karol (1871–1939), polnischer Maler
- Tichy, Kurt (1925–1999), österreichischer Unternehmer und Speiseeiserzeuger
- Tichy, Lajos (1935–1999), ungarischer Fußballspieler und -trainer
- Tichy, Ludwig Constantin (* 1815), preußischer Verwaltungsjurist und Landrat im Kreis Graudenz (1850–1877)
- Tichý, Martin (* 1986), tschechischer Beachvolleyballspieler
- Tichý, Milan (* 1969), tschechischer Eishockeyspieler
- Tichý, Miloš (* 1966), tschechischer Astronom und Asteroidenjäger
- Tichý, Miroslav (1926–2011), tschechischer Fotograf und Maler
- Tichý, Otto Albert (1890–1973), tschechoslowakischer Komponist
- Tichý, Petr (* 1971), tschechischer Filmproduzent
- Tichy, Robert (* 1957), österreichischer Mathematiker
- Tichy, Roland (* 1955), deutscher JournalistRoland Tichy (* 1955)

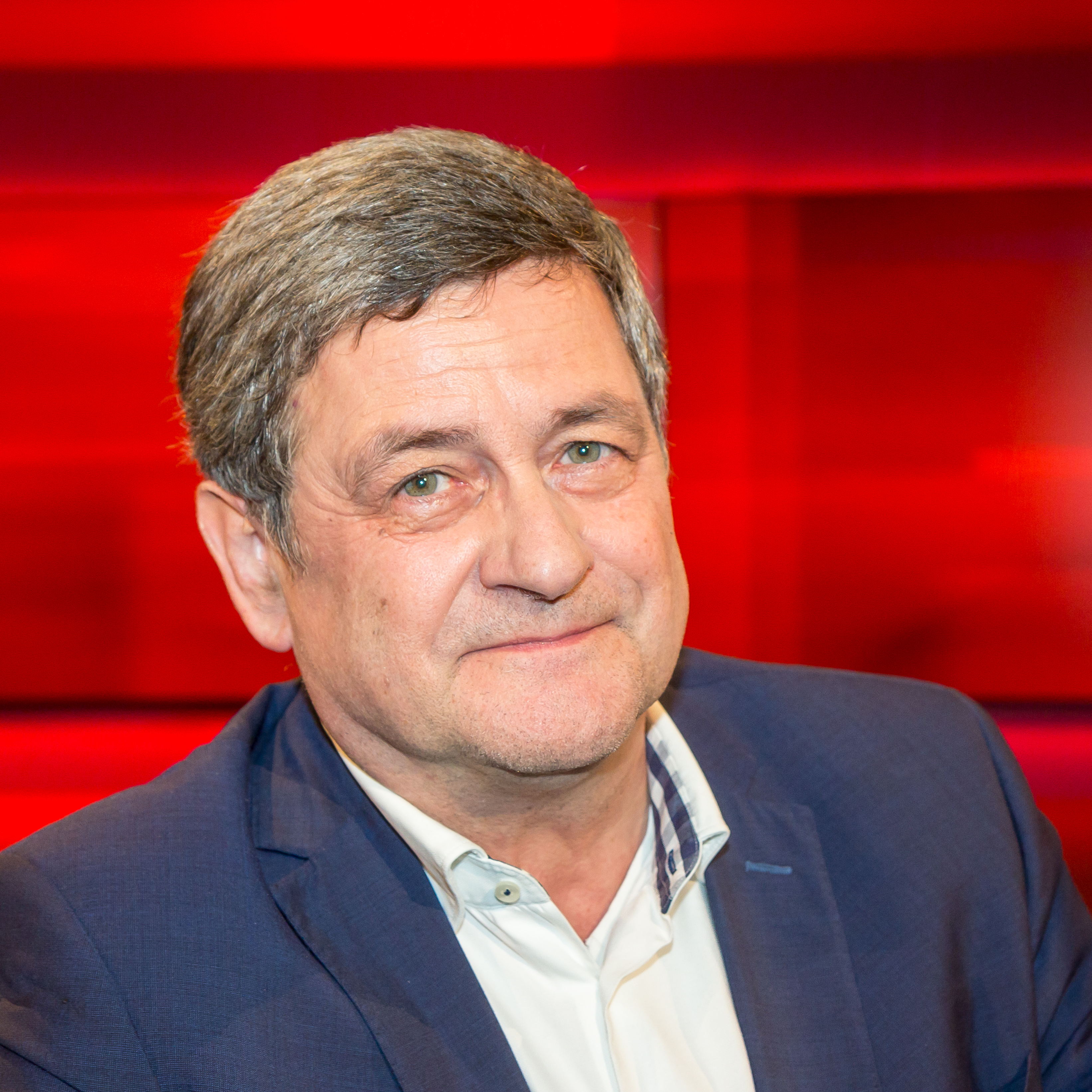
Roland Tichy (* 1955)

- Tichý, Rudolf (1924–1993), tschechischer prähistorischer Archäologe
- Tichy, Walter F. (* 1952), deutscher Informatiker
- Tichy, Wolfram (1946–2013), deutscher Filmkritiker, Buchautor und Filmproduzent
- Tichy-Fisslberger, Elisabeth (* 1957), österreichische Diplomatin und UN-Funktionärin
- Tichy-Schreder, Ingrid (* 1941), österreichische Politikerin (ÖVP), Abgeordnete zum Nationalrat

### Tici
- Tičić, Boris (* 1957), jugoslawischer Fußballspieler und -trainer
- Ticin, Xaver Jakub (1656–1693), sorbischer Geistlicher und Sprachwissenschaftler
- Tičinović, Mario (* 1991), kroatischer Fußballspieler

### Tick
- Tickell, Crispin (1930–2022), britischer Diplomat und Regierungsbeamter, Botschafter in Indien, Ständiger Vertreter bei den Vereinten Nationen, Universitätspräsident, Klima- und Umweltschutzaktivist
- Tickell, Marston (1923–2009), britischer Generalmajor
- Tickell, Thomas (1685–1740), englischer Dichter und Gelehrter
- Ticklén, Antti (* 1958), finnischer Skilangläufer
- Tickner, Ann J. (* 1937), amerikanische Politikwissenschaftlerin, die zu feministischen Theorien Internationaler Beziehungen forscht
- Tickner, Charles (* 1953), US-amerikanischer Eiskunstläufer
- Tickner, Clive (* 1943), britischer Filmproduzent und Kameramann
- Tickner, Eddie (1927–2006), US-amerikanischer Musikproduzent, Verleger und Manager
- Tickner, Lisa (* 1944), britische Kunsthistorikerin
- Ticknor, George (1791–1871), US-amerikanischer Literaturhistoriker, Romanist und Hochschullehrer
- Tickridge, Sid (1923–1997), englischer Fußballspieler
- Ticktum, Daniel (* 1999), britischer AutomobilrennfahrerDaniel Ticktum (* 1999)

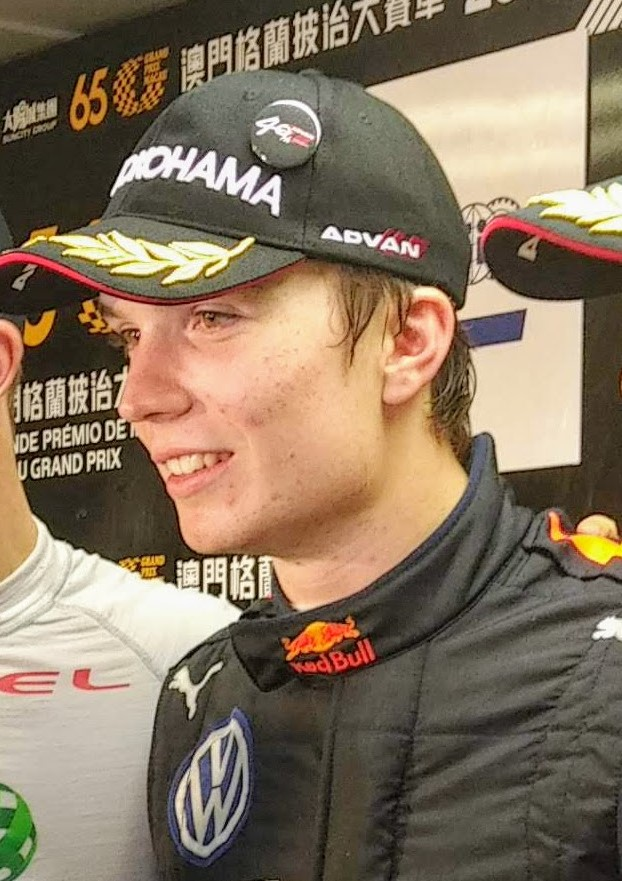
Daniel Ticktum (* 1999)

### Ticl
- Țicleanu, Aurel (* 1959), rumänischer Fußballspieler, -trainer und -funktionär

### Tico
- Ticona Porco, Toribio (* 1937), bolivianischer Geistlicher, emeritierter Prälat von Corocoro
- Ticotin, Rachel (* 1958), US-amerikanische Schauspielerin

### Ticu
- Ţicu, Sorina (* 1973), rumänische Rennrodlerin, Sportmanagerin, Rennrodel- und Bobsportfunktionärin